# Ekvedgeting
Ekvedgeting (Symmorphus crassicornis) är en stekelart som först beskrevs av Georg Wolfgang Franz Panzer 1796. Enligt Catalogue of Life ingår ekvedgeting i släktet vedgetingar och familjen Eumenidae, men enligt Dyntaxa är tillhörigheten istället släktet vedgetingar och familjen getingar. Arten är reproducerande i Sverige. Inga underarter finns listade i Catalogue of Life.